# Santuario di Maria Santissima di Sovereto
Il santuario di Maria Santissima di Sovereto, anche noto come Santa Maria di Sovereto o Madonna di Sovereto, è un luogo di culto cattolico sito a Sovereto, frazione del comune pugliese di Terlizzi, nella città metropolitana di Bari, ed è dedicato alla Madonna di Sovereto.

## Storia
Il santuario risale all'XI secolo laddove, secondo la tradizione popolare, un'icona bizantina raffigurante la Madonna Nera con il Bambino Gesù fu ritrovata da un pastore all'interno di una cavità sotterranea nella zona del "Sovero", nell'Agro di Terlizzi; ma le origini di questo quadro sono abbastanza sconosciute, anche se si suppone che essa sia stata lasciata lì da alcuni monaci cattolici fuggiti dall'Impero Bizantino a seguito delle persecuzioni dei cattolici da parte dei Bizantini dato come il Grande Scisma. L'icona bizantina presente all'interno della chiesa, la Madonna di Sovereto, è venerata come compatrona del comune di Terlizzi.